# 来山得 (纽约州)
来山得（英語：Lysander）是位于美国纽约州奥农多加县的一个镇，地处雪城西北部。2010年美国人口普查时，该镇有21,759人。其名称是以斯巴达政治与军事领袖来山得的名字命名的。